# Helen Sawyer Hogg
Helen Sawyer Hogg (1 d'agost de 1905 - 28 de gener de 1993) va ser una astrònoma pionera en la investigació dels cúmuls globulars i les estrelles variables. Va ser la primera dona a presidir diverses organitzacions astronòmiques i una científica notable en un moment en què moltes universitats no concedien titulacions científiques a les dones.

## Primers anys
Nascuda a Lowell, Massachusetts l'1 d'agost de 1905, va ser la segona filla del banquer Edward Everett Sawyer i la seva dona Carrier Sprague Sawyer que anteriorment havia estat mestra d'escola. Helen es va graduar de l'Escola Secundària de Lowell quan tenia 15 anys però va decidir quedar-se per un any més fins que va marxar al Mount Holyoke College, era l'any 1922.

## Estudis universitaris
Després de graduar-se a l'escola secundària es va inscriure al Mount Holyoke College. El 1925, quan estava en el tercer any dels estudis per obtenir el grau de química, va assistir a un curs d'introducció a l'astronomia amb la doctora Anne Sewell, que va dur a tota la classe a veure un eclipsi total de sol i un any més tard Annie Jump Cannon, una astrònoma que treballava a la Universitat Harvard, va visitar Mount Holyoke. Helen Sawyer va citar aquestes experiències com els moments definitius que la van conduir a desplaçar el seu interés de la química cap a l'astronomia i a iniciar els seus estudis de les estrelles. El 1926 va completar la seva llicenciatura en astronomia.

## Estudis de postgrau i doctorat
A la tardor de 1926, després de la seva graduació al Mount Holyoke, va rebre una beca per a continuar els estudis de postgrau al Harvard College Observatory. Un cop a Harvard va treballar amb el Dr. Harlow Shapley, el director del programa de postgrau en astronomia. Arran de les expectatives i l'ètica de treball del Dr. Shapley, la Helen va treballar durament dedicant moltes hores al mesurament de la grandària i la brillantor dels cúmuls globulars i va publicar diversos treballs. Helen va obtenir el seu mestratge el 1928 i el seu doctorat el 1931, tots dos al Radcliffe College, ja que en aquell moment Harvard es negava a atorgar títols de postgrau en ciències a les dones. Durant la realització del seu doctorat, la Helen va ensenyar astronomia al Mount Holyoke College i al Smith College. Aquests tres College, on va estudiar i treballar, formen part de les Seven Sisters, un grup de set universitats femenines americanes creat el 1927 per promoure l'educació de les dones.

## Combinant familia i recerca
El 1930 es va casar amb Frank Scott Hogg (1904-1951) aleshores estudiant d'astronomia i company a Harvard. El 1931 després de doctorar-se es va mudar amb el seu marit a Victòria, a la Columbia Britànica, on va començar la investigació al Dominion Astrophysical Observatory, allí al juny de 1932 va donar a llum a la seva filla Sally. S'ho va poder manegar prou bé i va poder continuar amb el seu treball d'observació portant la seva filla en una cistella per dormir amb ella a l'observatori a la nit. El director de l'observatori, el Dr. John Stanley Plaskett, la va recolzar donant-li una beca d'investigació de 200 dolars, que va fer servir per contractar una mestressa de casa a temps complet durant un any sencer la qual cosa li va permetre seguir endavant amb el seu treball de recerca.
El 1935, es va mudar amb la seva parella a Ontario per treballar a la Universitat de Toronto, allí va néixer el segon fill de la parella, David, el gener de 1936, i poc després el seu tercer fill James al setembre de 1937. El seu marit Frank va morir el 1951 d'un atac de cor, i Helen va assumir moltes de les seves responsabilitats professionals, a més de la criança dels seus tres fills. El 1985, es va casar amb F.E.L. Priestley, un col·lega i professor emèrit d'anglès de la Universitat de Toronto, que va morir l'any 1988.

## Defunció
Helen Sawyer Hogg va morir d'un atac de cor el 28 de gener de 1993 a Richmond Hill, Ontario.

## Recerca i activitat professional
Durant la seva estada al Dominion Astrophysical Observatory va començar a fer fotos de les estrelles variables amb el telescopi reflector de 72 polzades, catalogant els canvis cíclics en la seva brillantor. Amb les seues observacions Helen Sawyer va trobar 132 noves estrelles variables en el cúmul globular Messier 2, va publicar aquest innovador treball en els catàlegs astronòmics que encara s'utilitzen avui en dia. Tot això ho va aconseguir treballant com assistent voluntària del seu marit, ja que l'observatori no li va oferir cap lloc de treball.
El 1935 Helen Sawyer es va traslladar a la Universitat de Toronto, després que el seu marit hagués rebut una oferta per treballar a l'Observatori David Dunlap. En el seu primer any allà, va continuar el seu treball fotografiant els cúmuls globulars, acumulant milers de fotografies que va utilitzar per identificar molts milers d'estrelles variables. El 1939 va publicar El catàleg de 1116 estrelles variables en cúmuls globulars, el primer dels tres catàlegs que va completar, juntament amb un quart en el que estava treballant en el moment de la seva mort. A més del seu treball sobre les estrelles variables en cúmuls globulars, Helen va utilitzar la relació període-lluminositat de les estrelles variables Cefeides (descobertes per Henrietta Swan Leavitt el 1908) per millorar la comprensió de l'edat, la mida i l'estructura de la Via Làctia.
A la dècada de 1930, Helen era una de les primeres persones dedicades a l'astronomia que viatjava i treballava per tot el món per avançar en la investigació dels cúmuls globulars que, tal com havia observat, es veien millor des de l'hemisferi sud.
Entre el 1939 i el 1941, Helen va tornar als Estats Units per assumir les funcions com a presidenta de l'Associació Americana d'Observadors d'Estrelles Variables i presidenta en funcions del departament d'astronomia de Mount Holyoke (1940-1941). Al seu retorn a l'Observatori David Dunlap, va assumir funcions docents a la Universitat de Toronto, en gran part degut a l'absència de personal masculí a causa de la Segona Guerra Mundial. Després que els homes van tornar de la guerra va mantenir la seva posició i va anar avançant en la seva carrera acadèmica: professora ajudant el 1951, professora associada el 1955, professora titular al 1957, i professora emèrita al 1976 després de la seva jubilació. Durant la seva carrera investigadora Helen va publicar més de 200 articles, i va ser una de les principals autoritats en l'astronomia.

## Divulgació
Helen Sawyer no es va limitar a publicar sobre la seua especialitat, estrelles variables en cúmuls globulars, també va escriure sobre la història de l'astronomia a través de la seva columna Out of Old Books, que es va publicar a la revista de la Royal Astronomical Society of Canada. També va ser coneguda pels 30 anys que va dedicar a escriure la seva columna setmanal With the Stars, que es publicava al Toronto Star. A més, Helen va popularitzar l'astronomia amb el seu llibre The Stars Belong to Everyone publicat l'any 1976, i una sèrie de televisió de vuit capitols per la televisió educativa del Canadà. També va recolzar activament a les dones per dedicar-se a la ciència.

## Premis i honors

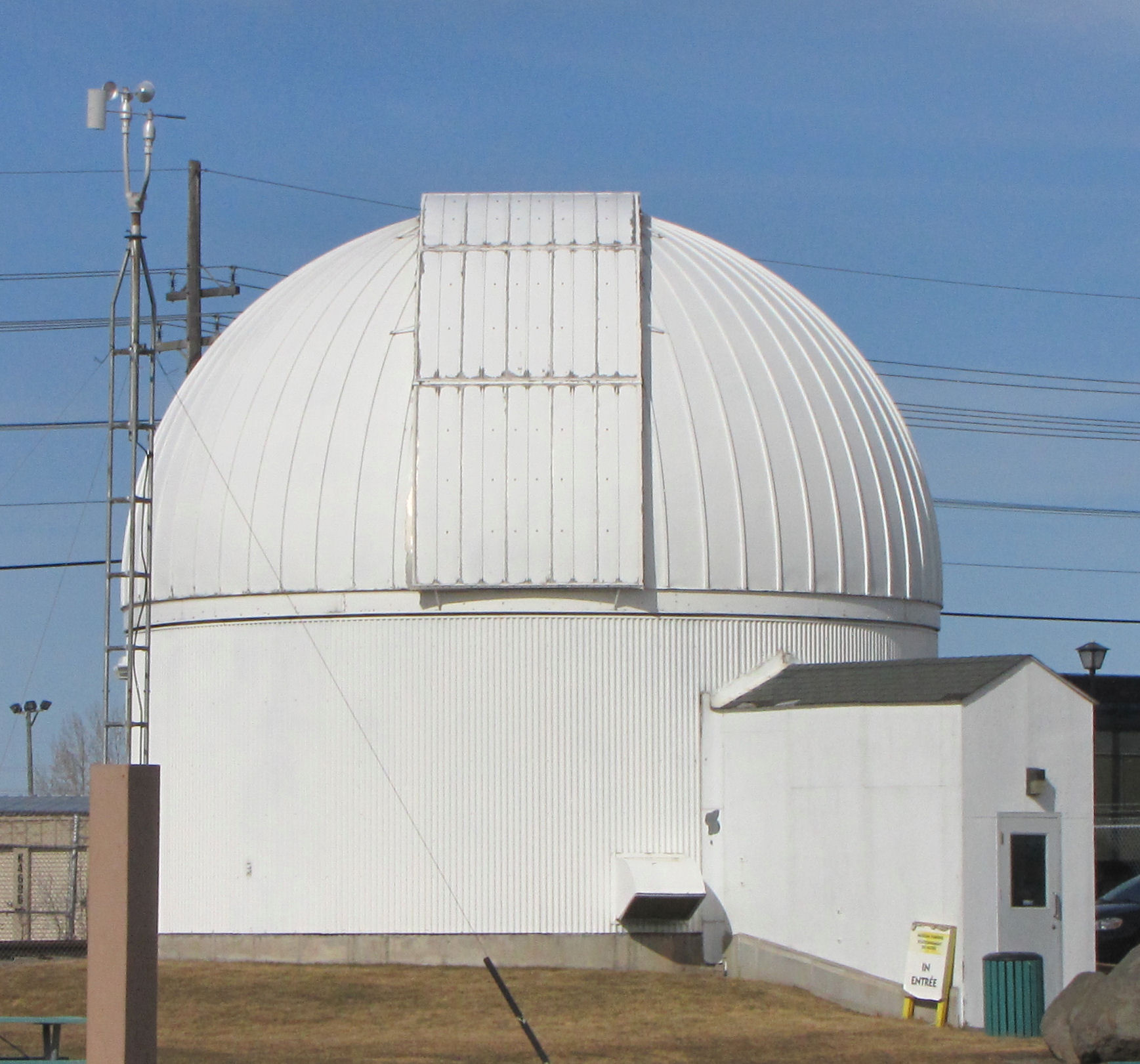
L'Observatori Helen Sawyer Hogg

Pels seus avanços en astronomia, Helen Sawyer va ser nomenada doctora honoris causa per sis universitats canadenques i nord-americanes, incloent el Mount Holyoke College i la Universitat de Toronto.
El 1960, va esdevenir la primera dona presidenta de la secció de ciències físiques de la Royal Society of Canada, així com la primera dona presidenta del Royal Canadian Institute (1964-1965).

### Premis
- 1949 Annie J. Cannon Award de l'American Astronomical Society.[5]
- 1983 Klumpke-Roberts Award de l'Astronomical Society of the Pacific.[6]
- 1985 Sandford Fleming Award de l'Royal Canadian Institute.[7]
- 1967 Rittenhouse Silver Medal de la Rittenhouse Astronomical Society.[8]
- 1967 La Centennial Medal of Canada.

### Honors i dedicatòries
- 1976 la van fer 1976 Companion of the Order of Canada,[9] considerat un dels més alts honors en la nació.
- L'asteroide 2917 Sawyer Hogg porta el seu nom.[10]
- L'Observatori del Museu Nacional de la Ciència a Ottawa, Ontario, està dedicat a Helen, així com el telescopi de la Universitat de Toronto al seu observatori de la Universitat Austral de Xile.